# Ếch giun Mindanao
Ếch giun Mindanao (danh pháp hai phần: Ichthyophis mindanaoensis) là một loài lưỡng cư thuộc họ Ếch giun (Ichthyophiidae) sống ở Philippines. Chúng sống ở các khu vực rừng và đầm lầy, sông suối, đất thấp ẩm, vùng đất ngập nước theo mùa. Chúng sống ở trong đất ẩm, ăn giun và động vật không xương sống.